# Fairchild AU-23

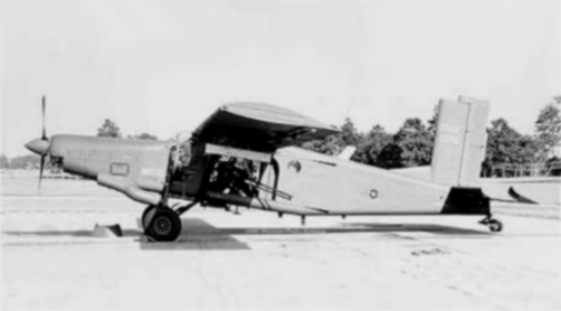
Fairchild AU-23

Die AU-23A Peacemaker ist ein US-amerikanisches leichtes Flugzeug zur Luftnahunterstützung, das aus der in Lizenz gebauten Pilatus PC-6 abgeleitet wurde.

## Entwicklung und Geschichte
Im Jahr 1971 verstärkten die USA ihr militärisches Engagement im Vietnamkrieg zunehmend. Es wurde ein Programm gestartet, das Südvietnam befähigen sollte, die Last seiner eigenen Verteidigung selbst zu übernehmen („Vietnamisierung“), damit die amerikanischen Streitkräfte abgezogen werden konnten. Zu diesem Vorhaben gehörte unter anderem auch der Plan, Mini-„Schützenflugzeuge“ zu entwickeln und Südvietnam damit auszustatten. Neben der dafür ins Auge gefassten Helio AU-24A Stallion kam auch ein Kurzstart- und landefähiges leichtes Transportflugzeug in Frage, die schweizerische Pilatus Turbo Porter, welche letztendlich ausgewählt wurde.
Obwohl die meisten Offiziere der US Air Force 1972 nach den ersten Tests auf der Eglin AFB (Florida) davon überzeugt waren, dass die AU-23A Peacemaker zu klein und zu leicht war, um daraus ein effektives Schlachtflugzeug zu entwickeln, wurden gegen Ende des Jahres 15 solcher Maschinen bestellt. Diese Modelle waren mit vier Unterflügelaufhängungen für leichte Abwurfladungen und Raketenabschussgehäuse bestückt, doch die Kampffähigkeiten beschränkten sich auf ein 20-mm-Dreirohrgeschütz, das in der Kabine aufgestellt war und mit Hilfe eines TVS-5-Nachtsichtgerätes durch die Tür abgefeuert wurde. Im Jahr 1972 wurden die Tests infolge einer Reihe von Problemen verschoben, doch schließlich war die AU-23A einsatzbereit. Effektivität und Überlebensschutz galten als äußerst gering, und die Flugzeuge wurden zuerst einige Zeit eingemottet, bevor doch 13 Stück die Royal Thai Air Force erreichten.

## Militärische Nutzer
- Thailand

## Technische Daten
| Kenngröße             | Daten                                                               |
| --------------------- | ------------------------------------------------------------------- |
| Besatzung             | 3–4                                                                 |
| Länge                 | 11,23 m                                                             |
| Spannweite            | 15,14 m                                                             |
| Höhe                  | 3,20 m                                                              |
| Flügelfläche          | 28,80 m²                                                            |
| Flügelstreckung       | 7,96                                                                |
| Nutzlast              | 903 kg                                                              |
| max. Startmasse       | 2767 kg                                                             |
| Höchstgeschwindigkeit | 280 km/h                                                            |
| Reichweite            | 898 km                                                              |
| Triebwerke            | ein Garrett-AIResearch TPE331-1-101F Turboprop mit 496 kW (650 WPS) |

## Bewaffnung
- 1 × seitlich lafettierte 20-mm-Gatling-Maschinenkanone General Dynamics XM197 mit 300 Schuss Munition

Kampfmittel bis zu 635 kg an vier Außenlaststationen unter den Tragflächen
Ungelenkte Luft-Boden-Raketen
- 4 × XM158-Raketen-Rohrstartbehälter für je 7 × ungelenkte Hydra-Luft-Boden-Raketen; Kaliber 70 mm / 2,75 inch
- 2 × SUU-14/A-Raketen-Rohrstartbehälter für je 7 × ungelenkte CBU-14/A-Luft-Boden-Raketen; Kaliber 70 mm / 2,75 inch mit BLU-3/B-Bomblets

Ungelenkte Bomben
- 2 × Mark 81 LDGP (118-kg-/260-lb-Freifallbombe)
- 2 × Mark 82 LDGP (227-kg-/500-lb-Freifallbombe)
- 2 × BLU-10A/B (113 kg / 250-lb-Napalmbombe)

Zusatzbehälter
- 2 × Maschinengewehr-Behälter SUU-11/A mit je einem sechsläufigen 7,62-mm-Gatling-Maschinengewehr General Electric M134 mit je 1500 Schuss Munition